# Peach
Peach (znany również jako Peach [gb]) to angielska grupa tworząca w latach 1991 - 1994. Grali metal progresywny. Oryginalny skład zespołu to: Simon Oakes, Rob Havis, Ben Durling oraz Justin Chancellor. Peach grało jako support przed występami Toola podczas ich europejskiej trasy koncertowej na przełomie 1993-1994 promującej album Undertow. Samemu następnie wydali płytę Giving Birth to a Stone. Po serii koncertów promujących ich debiut Peach poszli za ciosem i nagrali drugi album - Volume II. Nie został on jednak nigdy wydany ze względu na kłopoty wydawnictwa. W 1995 Oakes odszedł od zespołu. Próbowano zastąpić go innym wokalistą - Rodem Sterlingiem. Na tym jednak kłopoty grupy się nie skończyły. Wkrótce również i Rob Havis zmienił zespół, odchodząc do innego supportera Toola - Submarine (później zmienili nazwę na JetBoy DC). Ostatecznie muzycy odeszli od nazwy Peach zmieniając ja na Sterling. Mimo tego zabiegu wkrótce odszedł i Justin Chancellor zastępując w 1995 w zespole Tool basistę Paula D’Amoura. 
W 2000 wznowiony album Giving Birth to a Stone niespodziewanie odniósł sukces, co skłoniło Simona Oakesa i Roba Havisa do reaktywacji zespołu, jednakże Chancellor i Durling nie byli już tym zainteresowani. Muzycy zdecydowali się wtedy grać jako Suns of the Tundra, do teraz grając kilka ze starych przebojów Peach na swoich koncertach.

## Muzycy

### Jako Peach
- Simon Oakes - wokal
- Rob Havis - perkusja
- Ben Durling - Gitara elektryczna
- Justin Chancellor - gitara basowa

### Jako Suns of the Tundra
- Simon Oakes - wokal
- Andy Prestidge - perkusja
- Mark Moloney - gitara
- Rob Havis - Bass 1
- Andy Marlow - Bass 2

## Dyskografia

### Jako Peach

#### LPs
- Giving Birth to a Stone (1994, wznowione w 2000)
- Volume II (Ostatecznie niewydane)

#### DemoTapes,SingleiEPs
- Flow with the Tide (1991)
- Don't Make Me Your God (1992)
- Disappear Here (1992)
- Burn (1993)
- Spasm (1994)

### Jako Suns of the Tundra

#### LPs
- Suns of the Tundra (2004)
- Tunguska (2006)
- Bones of Brave Ships (2015)